# Limahl
Christopher Hamill (Pemberton, 19 de dezembro de 1958), mais conhecido pelo nome artístico Limahl, é um cantor britânico. Ele alcançou fama mundial como vocalista da banda britânica de synthpop e new wave Kajagoogoo, antes de seguir carreira solo. O seu maior sucesso foi "The Never Ending Story" (1984), tema da banda sonora do filme homónimo.

## Discografia
- Don't Suppose - 1984
- Colour All My Days - 1986
- Love Is Blind - 1992